# 카우리소나무
카우리소나무(kauri---, 학명: Agathis australis 아가티스 아우스트랄리스[*])는 아라우카리아과의 나무이다.

## 이름
"소나무"라 불리지만 소나무과가 아니라 아라우카리아과에 속한다. 이름은 마오리어로 이 나무를 부르는 이름인 "카우리(kauri)"에서 따왔다.
종소명 "아우스트랄리스(australis)"는 "남쪽의"라는 뜻으로, 남반구 식물임을 뜻한다.

## 분포
뉴질랜드 북섬 최북단의 노스랜드·오클랜드 지방 및 코로만델반도, 그레이트배리어섬 등지에 빽빽한 카우리소나무숲을 이루며 자란다.
최근에는 카우리역병균(Phytophthora agathidicida)으로 인해 많은 카우리소나무 개체가 피해를 입었다.

## 생태와 특징
키가 30~60m까지 자라는 교목이며, 나무줄기 지름은 1~7m, 흔히 3~4m에 이른다. 나무껍질은 청회색을 띤다.
잎은 길이 20~35mm, 너비 10~15mm로 자라며, 잎자루가 없고 어긋나거나 거의마주난다.
열매는 구과이다. 꽃가루열매(숫열매)는 길이 20~50mm, 너비 1mm 정도로, 한해 내내 열리며 특히 9월에서 이듬해 1월 사이에 많이 열린다. 씨열매(암열매)는 둥근 모양으로 지름 50~75mm 정도이며, 비늘조각 길이는 18mm 정도이다. 보통 9월에서 12월 사이에 열리며, 수분되면 19~20개월 뒤에 익는다. 익은 열매는 12~5월 사이, 특히 2~3월에 볼 수 있다. 씨는 날개가 있어 바람을 타고 퍼진다.

## 재배와 이용
관상수로 재배되며, 목재와 나뭇진이 이용된다.
거대한 카우리소나무 목재가 마오리족 전통 카누를 만드는 데 이용되었으며, 나뭇진이 난방 및 조명에 쓰이기도 했다. 또한 카우리나무를 태워 나온 그을음이 전통 문신에 이용되었다.
이후 유럽계 정착민들도 카우리소나무를 조선 및 토목건축 등에 이용하였다.

## 문화
토타라나한송(Podocarpus totara)과 함께 마오리족에게 아주 중요한 나무였다. 북부마오리족은 카우리소나무가 향고래의 아버지라고 믿었으며, 카우리소나무와 향고래가 각각의 영역 내에서 랑가티라(추장)일 것으로 여겼다. 이는 카우리소나무와 향고래 모두 크기가 거대하며, 카우리소나무 껍질과 향고래 피부의 질감이 비슷한 데다가 카우리소나무의 나뭇진이 용연향과 비슷하게 여겨졌기 때문이다.

## 사진

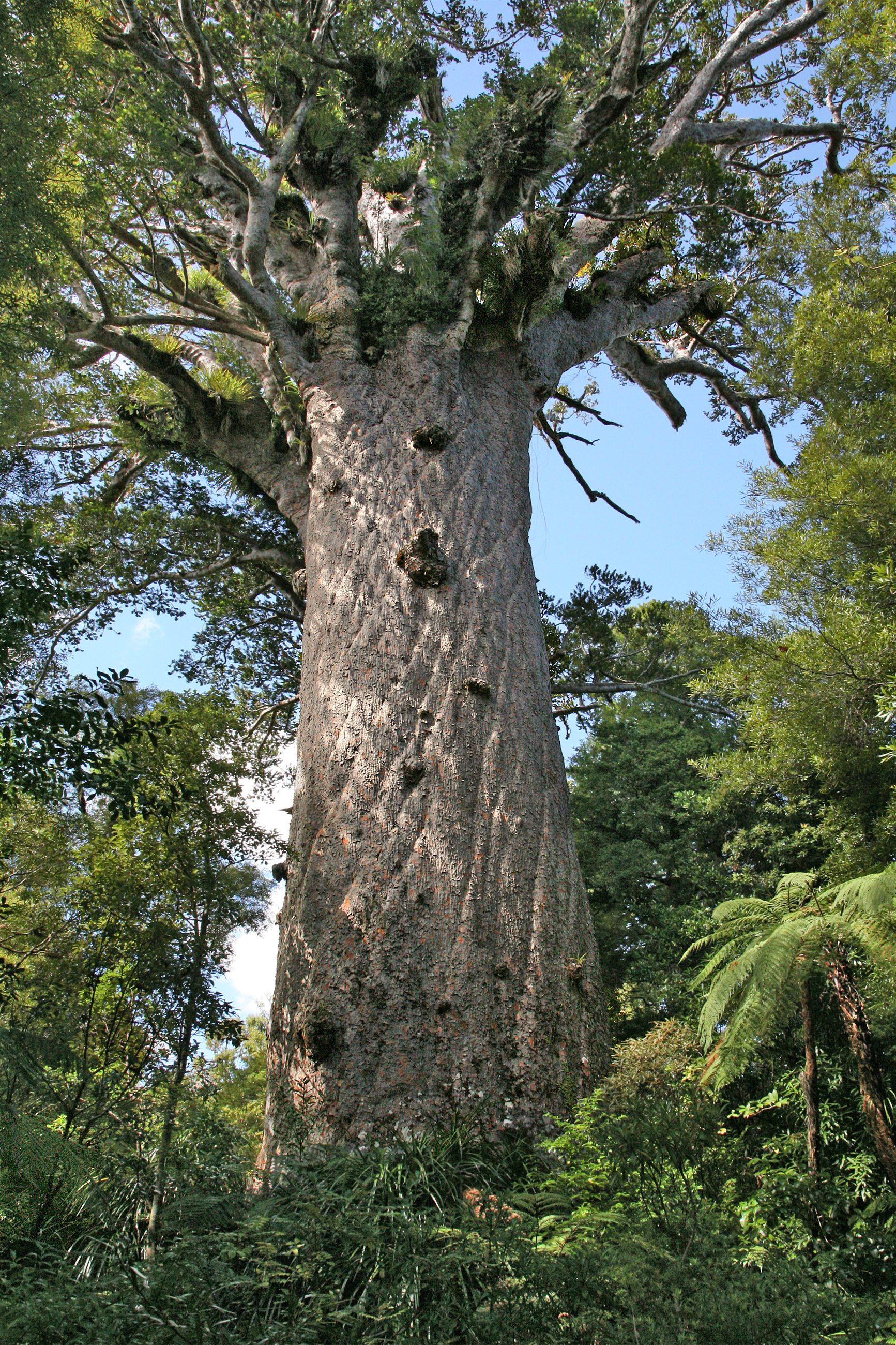
카우리소나무
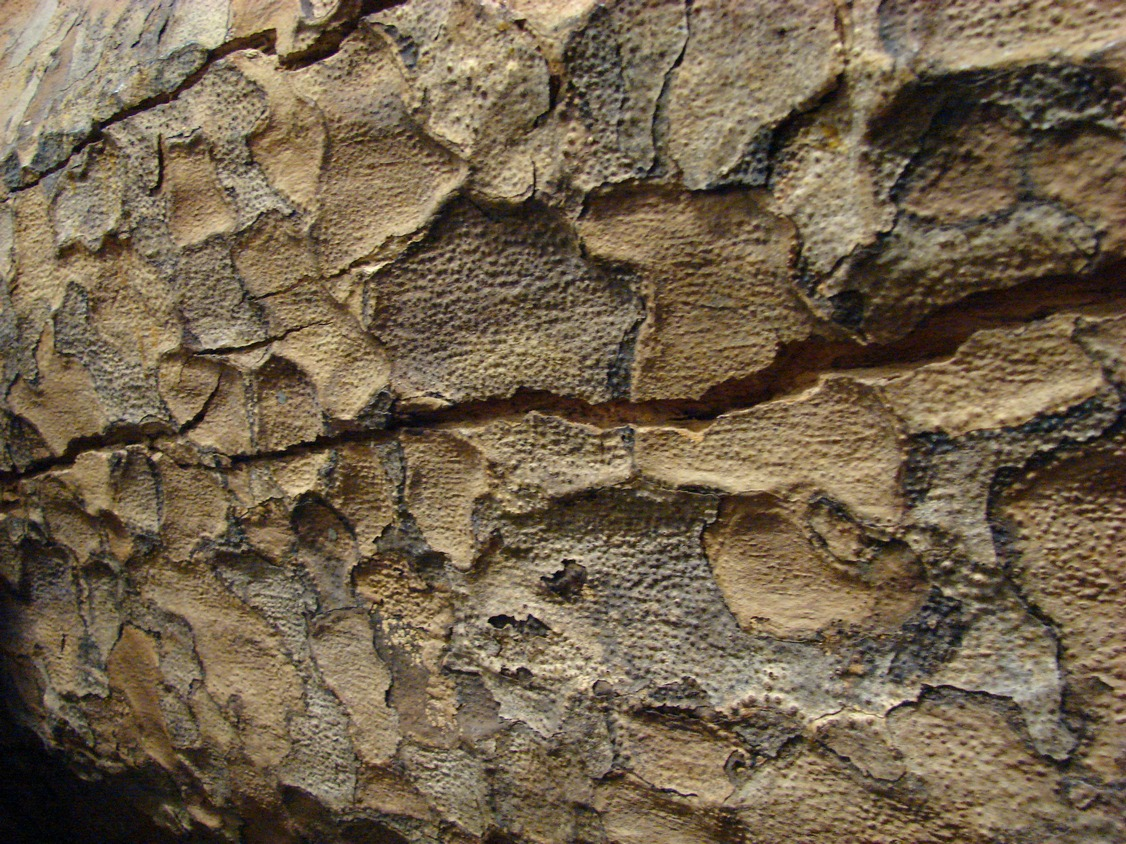
나무껍질
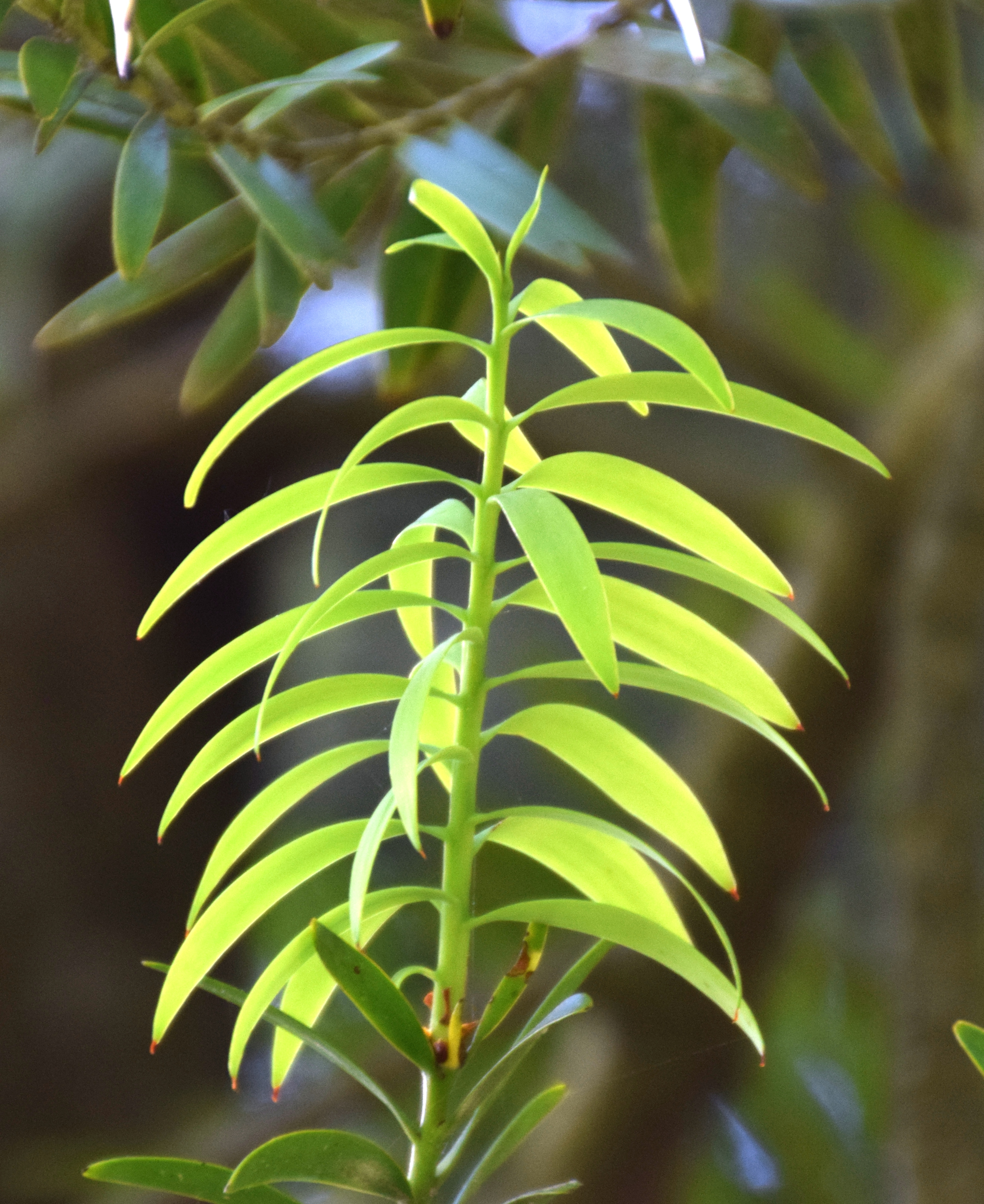
잎
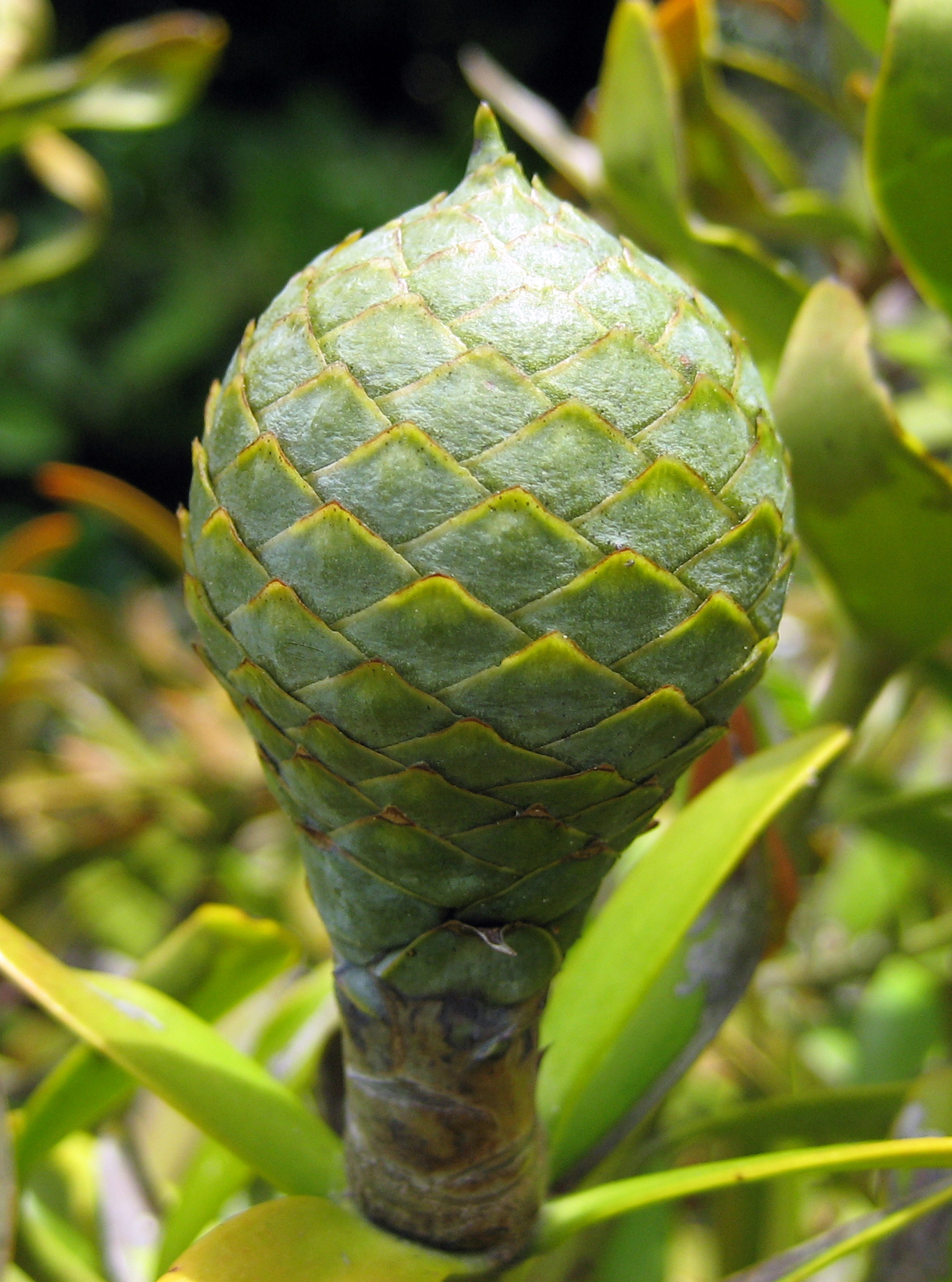
열매
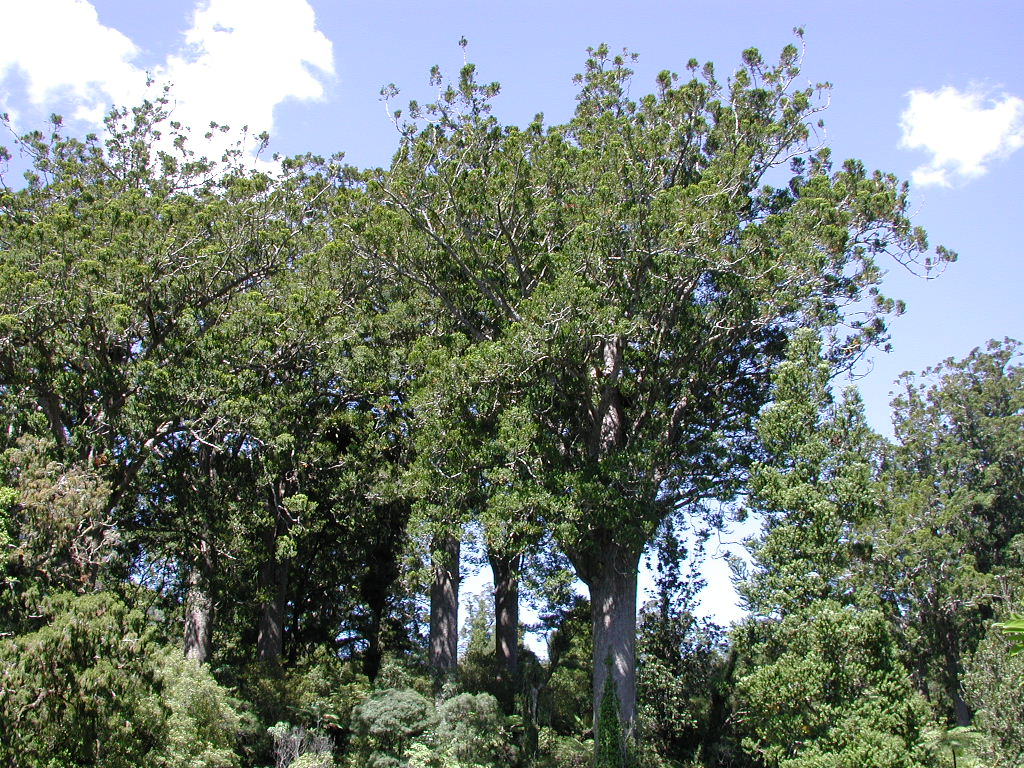
카우리소나무 군락